# Plasa Mihai Viteazul, județul Turda
 Plasa Mihai Viteazul a fost o unitate administrativă de ordin doi din cadrul județului Turda interbelic. Reședință de plasă era reședința județului, orașul omonim numelui județului, Turda, azi municipiu în județul Cluj.

## Istoric

### Demografie
La recensământul din 1930 au fost înregistrați 33.706 locuitori, dintre care 22.393 români (66,4%), 9.465 maghiari (28,1%), 933 țigani (2,8%), 832 evrei (2,5%) ș.a. Sub aspect confesional populația era alcătuită din 19.106 greco-catolici (56,7%), 7.687 reformați (22,8%), 4.003 ortodocși (11,9%), 1.798 romano-catolici (5,3%), 835 mozaici (2,5%) ș.a.